# Cantone di Jussac
Il Cantone di Jussac era una divisione amministrativa dell'arrondissement di Aurillac.
A seguito della riforma approvata con decreto del 13 febbraio 2014, che ha avuto attuazione dopo le elezioni dipartimentali del 2015, è stato soppresso.

## Composizione
Comprendeva i comuni di
- Crandelles
- Jussac
- Naucelles
- Reilhac
- Teissières-de-Cornet